# Quận Grant, North Dakota
Quận Grant là một quận thuộc tiểu bang Bắc Dakota, Hoa Kỳ. Quận lỵ đóng ở Carson6. Quận được đặt tên theo Ulysses S. Grant. Dân số theo điều tra năm 2010 của Cục điều tra dân số Hoa Kỳ là 2394 người.

## Địa lý
Theo Cục điều tra dân số Hoa Kỳ, quận này có diện tích 4315 km2, trong đó có 18 km2 là diện tích mặt nước.